# Cörver Elek
Cörver Elek (Antal, Alexius a S. Maria Magdalena báró) (Torna, 1714. május 19. – Nyitra, 1747. június 4.) piarista rendi tanár. Cörver Nepomuk János bátyja.

## Élete
1731. szeptember 30.-án Privigyén lépett a rendbe öccsével együtt, ahol két évig volt újoncnövendék; oktatója a híres Desericzky József Ince gimnáziumi igazgató volt. 1733-ban Nyitrára rendeltetett a gimnázium alsó osztályainak tanítására; 1734–1735-ben Pesten a szintaxis és grammatikai osztály tanítója volt; 1735–től 1737-ig a bölcseletet tanulta Nagykárolyban; az egyházi rendet 1734-ben vette föl. 1738-ban Rómában a bölcselet és teológia hallgatója volt és 1741-ben Nápolyban a bölcseletből próbaelőadást tartott. 1743-ban visszatért Nyitrára, ahol Szlopnyai Elek rendtartományi főnök megengedte, hogy a bölcselettanításnak Rómában elsajátított ujabb módját (a Leibniz-Wolfféle bölcseletet) itthon is gyakorolhassa, mire e szerint kezdte 1744-ben Pesten tanítani a filozófiát. Ez ügyben ismételten jutott alkalma személyesen előterjeszthetni közoktatási nézeteit és javaslatait Mária Terézia királynő előtt. 1746-ban Nyitrára rendeltetett, hogy ott a konviktust kormányozza és egyszersmind a rend hittani növendékeit képezze és tanítsa.

## Művei
- Philosophiae omnium recentissimae, quam experimentalem quidam vocant, ad mechanicam, methodus totaque ratio summarie exposita. Posonii, 1741. (Névtelenűl.)
- Compendium elementorum geometricae practicae. Budae, 1746, ábrákkal
- Selectae positiones ex universa scholastico-experimentali philosophia, hely és év nélkül

Kiadta Chelucci Pál római piarista tanárnak számtanát és latin beszédeit, melyeket ez a római Sapienza gymnasiumban tartott volt; úgy szintén a Politus Sándor piarista nyolcz beszédét Budán 1746-ban és még ugyanezen évben Pozsonyban Pelzhoffer Ferencz Albert báró Lacon Politicus c. munkáját
Levelei, melyeket Romából írt gróf Károlyihoz, megvannak a gr. Károlyiak budapesti levéltárában.